# Pseudometopides spinipennis
Pseudometopides spinipennis là một loài bọ cánh cứng trong họ Cerambycidae.